# Castillo de Norwich
El castillo de Norwich (del inglés: Norwich Castle) es una fortificación real inglesa de la época medieval construida en la ciudad de Norwich, en el condado de Norfolk. Fue fundada a raíz de la conquista normanda de Inglaterra cuando Guillermo el Conquistador (r. 1066-1087) ordenó su construcción porque deseaba tener un lugar fortificado en la entonces importante ciudad de Norwich. Se ha probado que fue su único castillo en East Anglia. Es uno de los sitios del patrimonio Norwich 12.
El castillo ahora alberga el «Museo Castillo de Norwich y Galería de Arte» (Norwich Castle Museum & Art Gallery), que tiene objetos significativos de la región, especialmente hallazgos arqueológicos.

## Arquitectura

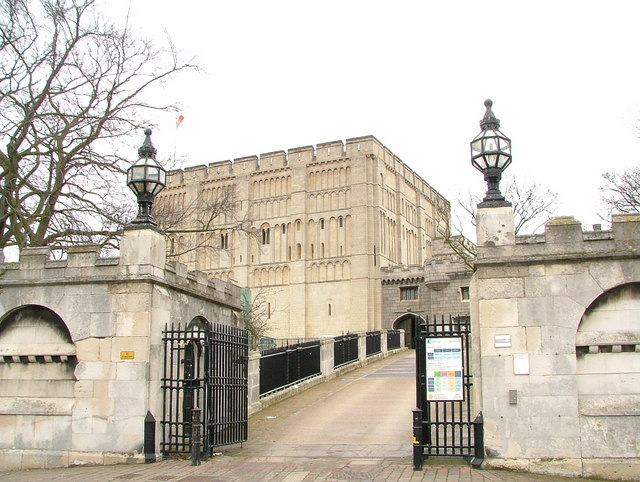
Vista actual del castillo de Norwich

G. T. Clark, un anticuario e ingeniero del siglo XIX, describió la gran torre de Norwich como «la torre de homenaje más ornamentada en Inglaterra». Está hecha con piedra de Caen sobre un núcleo de sílex. La torre del homenaje tiene unos 29 m por 27 m y 21 m de altura, y es del tipo de sala-torre (hall-keep), entrando en la primera planta a través de una estructura externa llamada la torre Bigod. El exterior está decorado con arquerías ciegas.
El castillo de Rising es el único castillo que tiene un torreón comparable. A nivel interno, la fortaleza ha sido vaciada de manera que no queda nada de su trazado medieval y hay debates académicos acerca de cómo sería, habiendo acuerdo sobre que tenía un interior complejo, con una cocina, capilla, un gran salón de dos pisos, y 16 letrinas.

## Historia

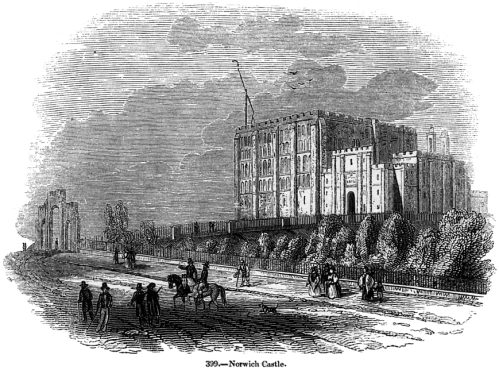
Un grabado de mediados del del castillo de Norwich de la obra Old England: A Pictorial Museum (1845), de Charles Knight.

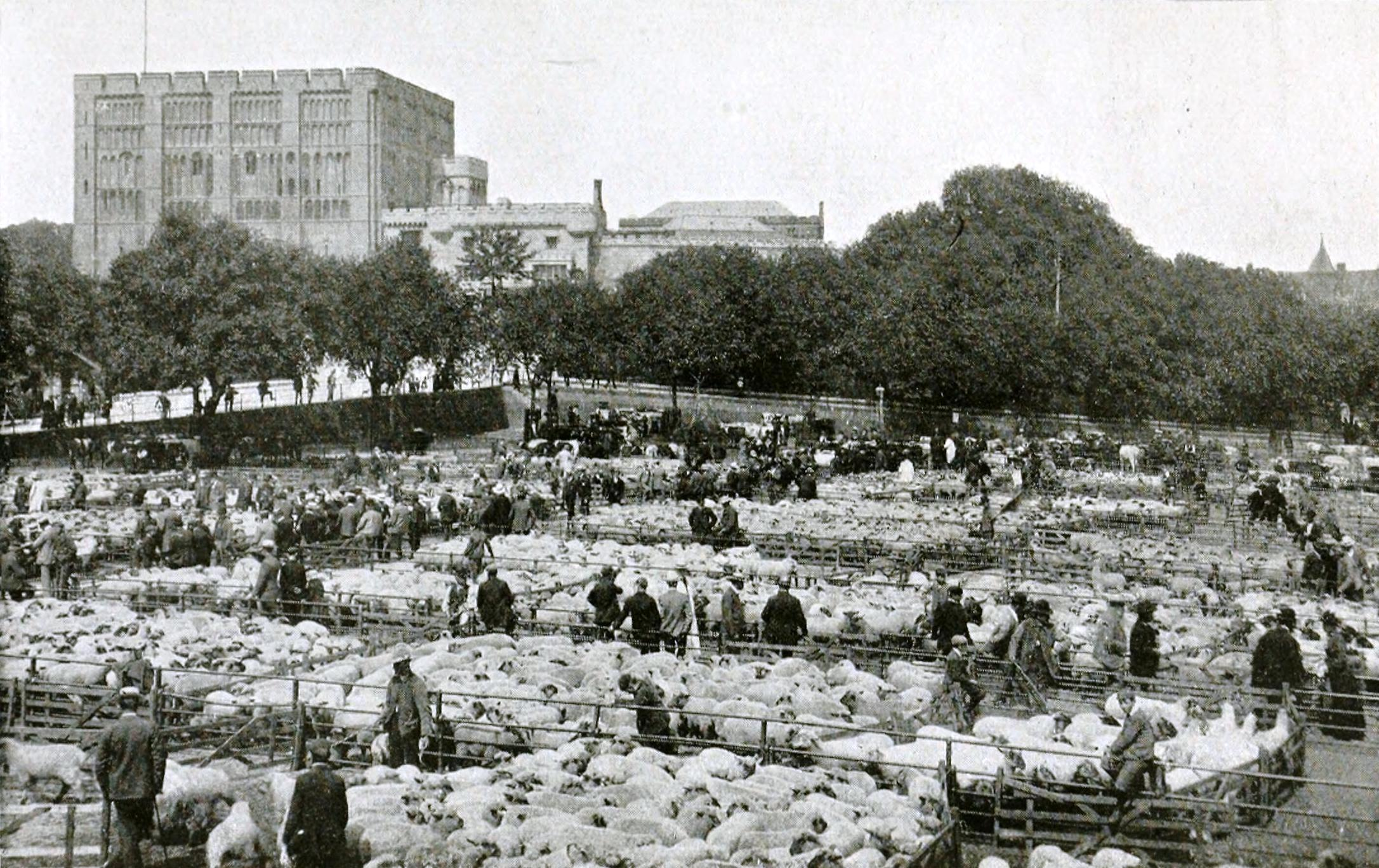
Castillo de Norwich y mercado de ganado a finales del siglo XIX

El castillo de Norwich fue fundado por Guillermo el Conquistador en algún momento entre 1066 y 1075. En un principio tomó la forma de un motte and bailey. A principios de 1067, Guillermo se embarcó en una campaña para subyugar a East Anglia, y de acuerdo con el historiador militar R. Allen Brown probablemente fue en esta época cuando fundó el castillo de Norwich. El castillo es mencionado por primera vez en 1075, cuando Raúl de Guader, conde de Norfolk, se rebeló contra Guillermo y Norwich paso a manos de sus hombres. Se emprendió el asedio, que terminó cuando se aseguró a la guarnición con promesas que no se verían perjudicados.
Norwich es uno de los 48 castillos mencionados en la Domesday Survey de 1086. La construcción de un castillo en un asentamiento preexistente pudo haber requerido la demolición de varias propiedades en el sitio, que en Norwich se han estimado entre 17 y 113 casas. Las excavaciones en la década de 1970 descubrieron que el bailey del castillo había sido construido sobre un cementerio sajón. El historiador Robert Liddiard destaca que «echar un vistazo al paisaje urbano de Norwich, Durham o Lincoln es ser obligado a recordar el impacto de la invasión normanda». Hasta la construcción del castillo de Orford a mitad del siglo XII en el reinado de Enrique II, Norwich fue el único castillo real importante en East Anglia.
La torre de piedra, que aún se conserva, probablemente fue construida entre 1095 y 1110. Aproximadamente en el año 1100, la mota se hizo más alta y el foso que la rodea se profundizó. Durante la rebelión de 1173-1174, en la que los hijos de Enrique II se rebelaron contra él y comenzaron una guerra civil, el castillo de Norwich fue puesto en estado de alerta. Hugh Bigod, 1.er conde de Norfolk, fue uno de los condes más poderosos que se unieron a la revuelta contra Enrique. Con 318 soldados flamencos que desembarcaron en Inglaterra en mayo de 1174, y 500 de sus propios hombres, Bigod avanzó hacia el castillo de Norwich y lo capturó, tomando catorce prisioneros para pedir un rescate. Cuando se restableció la paz más tarde ese año, Norwich fue devuelto a control real.
Los normandos llevaron judíos a Norwich, que vivieron cerca del castillo. Un culto fue fundado en Norwich a raíz del asesinato de un joven, Guillermo de Norwich, por el que fueron culpados los judíos de la ciudad. En la Cuaresma de 1190, la violencia contra los judíos estalló en East Anglia y el 6 de febrero (martes de Carnaval) se extendió a Norwich. Algunos huyeron a la seguridad del castillo, pero los que no lo hicieron fueron asesinados. El Pipe Rolls, que registra los expedientes de gasto real, anota las reparaciones que se llevaron a cabo en el castillo en 1156-1158 y 1204-1205.
El castillo fue utilizado como cárcel desde 1220, construyéndose edificios adicionales en la parte superior de la motte junto a la torre del homenaje. Estos edificios fueron demolidos y reconstruidos entre 1789 y 1793 por sir John Soane y en 1820 se hicieron más alteraciones. El uso del castillo como cárcel terminó en 1887, cuando fue comprado por la ciudad de Norwich para ser utilizado como museo. La conversión fue realizada por Edward Boardman y el museo abrió sus puertas en 1895.
El forebuilding unido a la torre del homenaje fue derribado en 1825. Aunque la torre se conserva, su capa externa ha sido reparada en varias ocasiones, la última en 1835–1839 por Anthony Salvin, con James Watson como albañil utilizando piedra de Bath. Nada de los edificios de la muralla interior o exterior sobrevive, y el puente original normando sobre el foso interior fue reemplazado alrededor del año 1825. Durante la renovación, la torre del homenaje fue totalmente recuperada respetando fielmente la ornamentación original.

## Actualidad

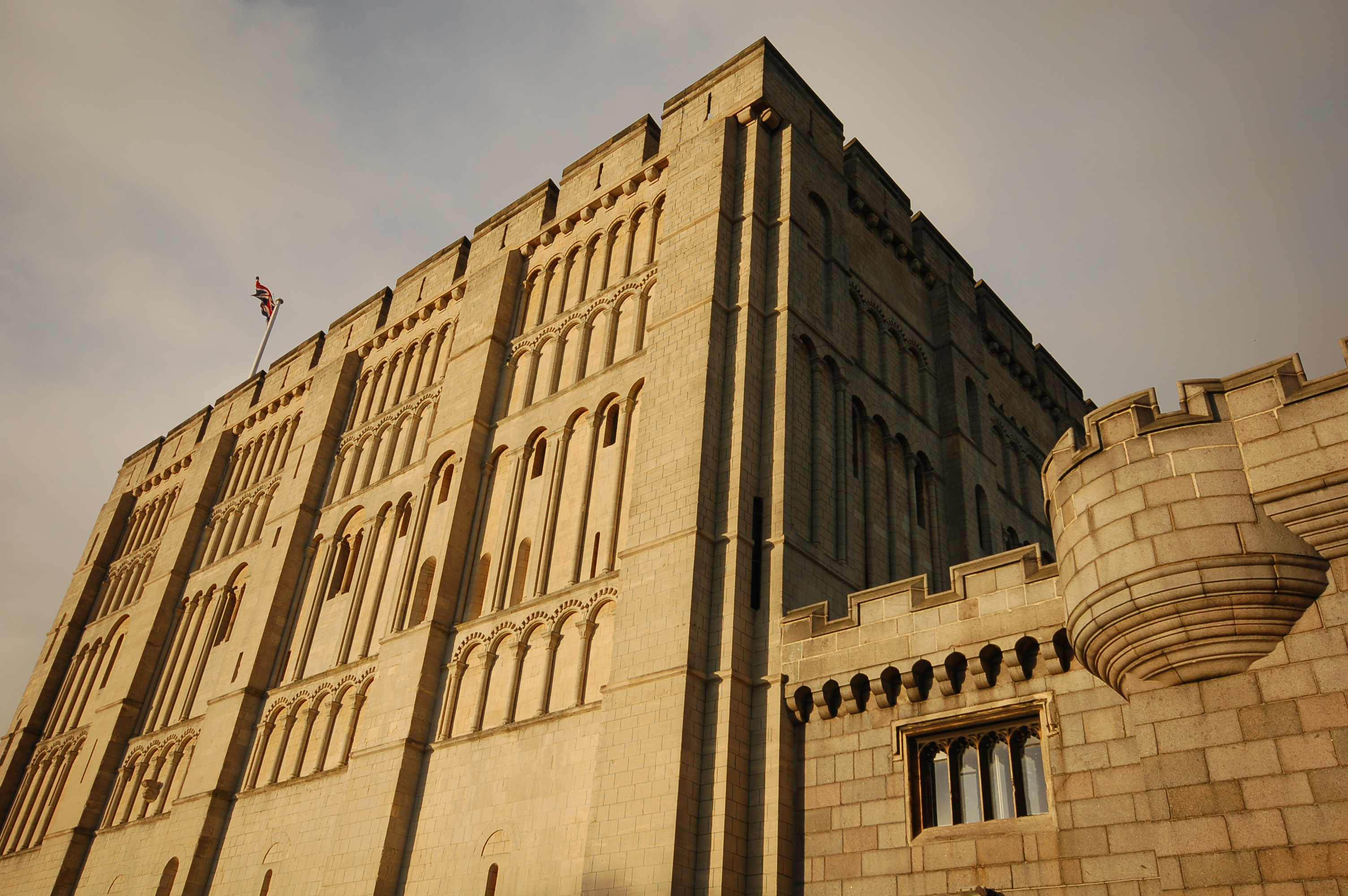
Detalle de la torre del castillo.

El castillo permanece ahora como un museo y galería de arte y todavía tiene muchas de sus primeras exposiciones, así como muchas otras más recientes. Dos galerías muestran las colecciones de artes decorativas del museo, incluyendo vestuario, textiles, joyería, vidrio, cerámica y platería, y una gran expositor con teteras de cerámica. Otras galería muestran objetos anglosajones (incluyendo el Harford Farm Brooch) y vikingos, de la reina Boudica de la tribu los icenos, el antiguo Egipto e historia natural.
Las galerías de arte incluyen obras del XVII al siglo XX, e incluyen acuarelas inglesas, paisajes holandeses y pinturas británicas modernas. El castillo también cuenta con una buena colección de obras del artista flamenco Peter Tillemans. Dos galerías cuentan con exposiciones temporales de arte moderno, historia y cultura.
El castillo de Norwich es un monumento antiguo Programado (Scheduled Ancient Monument) y un edificio catalogado grado I. Los visitantes pueden recorrer el castillo y aprender sobre él a través de pantallas interactivas. También se pueden hacer excursiones independientes a la mazmorra y las almenas. Aunque no de forma permanente en exposición, una de las colecciones más grandes que posee es la colección de mariposas de Margaret Fountaine. Un artefacto inusual es la costura realizada por Lorina Bulwer a comienzos del siglo XX, mientras estaba confinada en una casa de trabajo. El trabajo ha aparecido en la BBC.

Obras expuestas en el museo
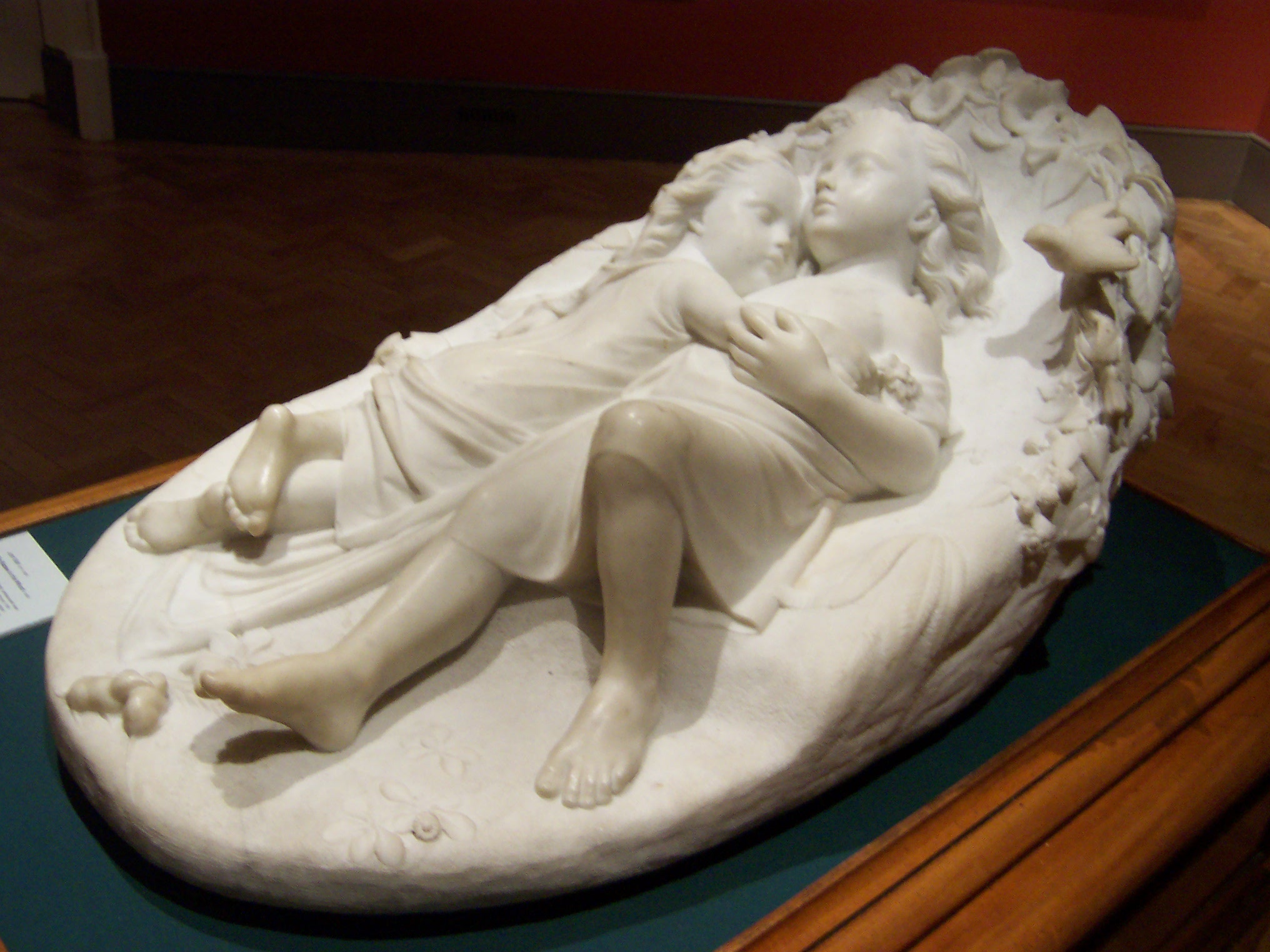
Babes in the Wood (ca. 1842), John Bell (1811-1895)
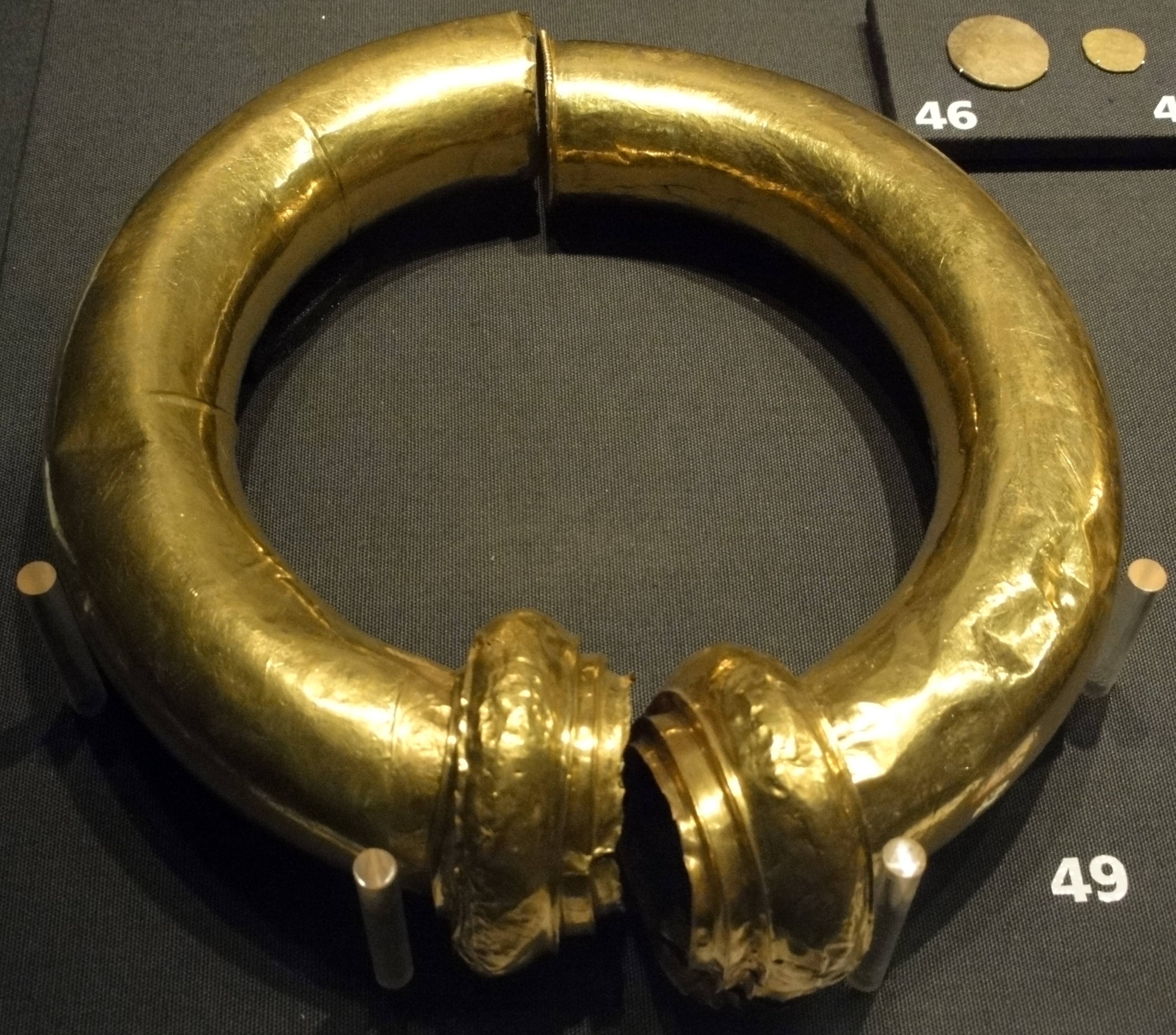
Parte del Snettisham Hoard (Tesoro)
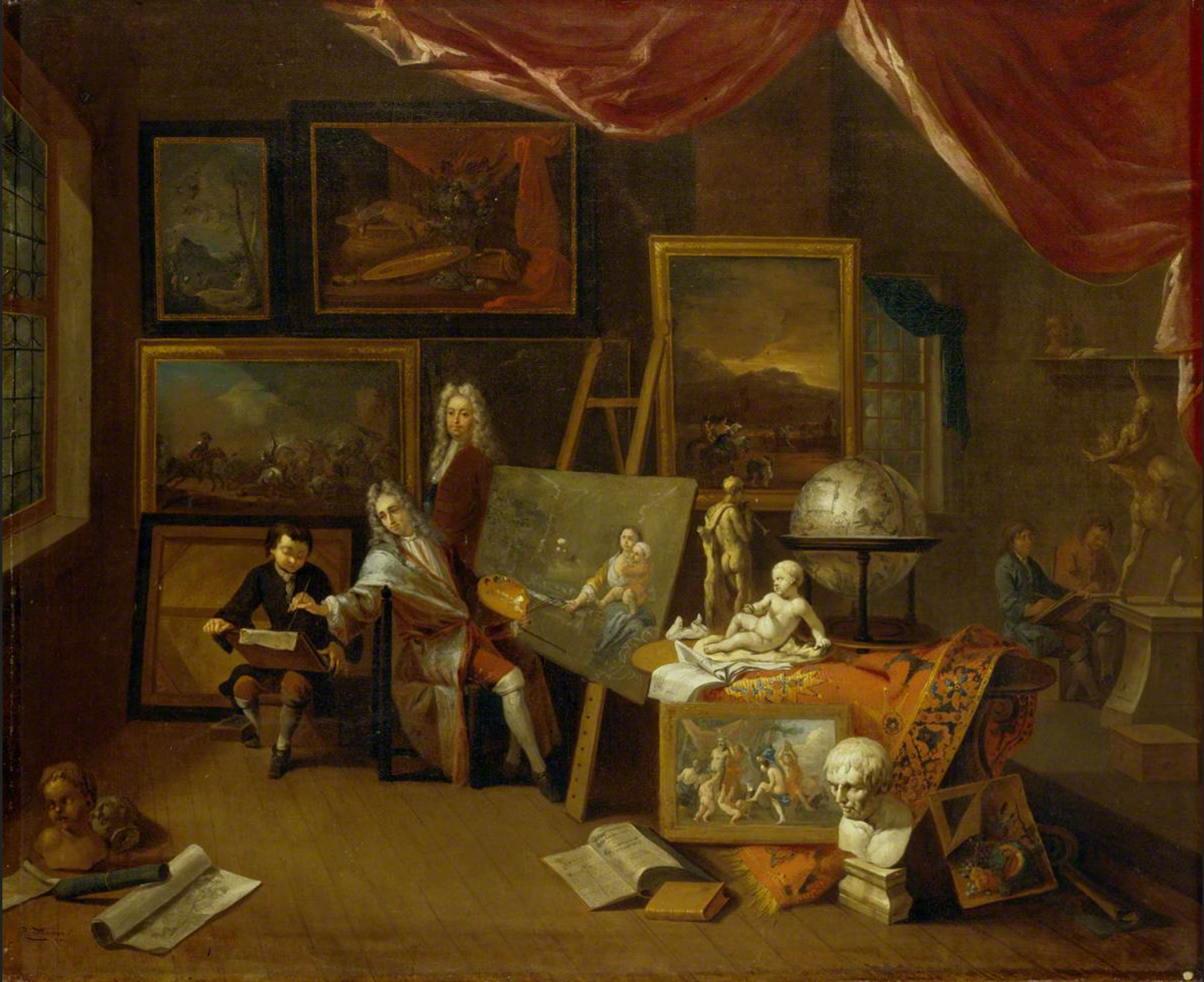
The Artist's Studio (ca. 1716), Peter Tillemans (1684-1734)
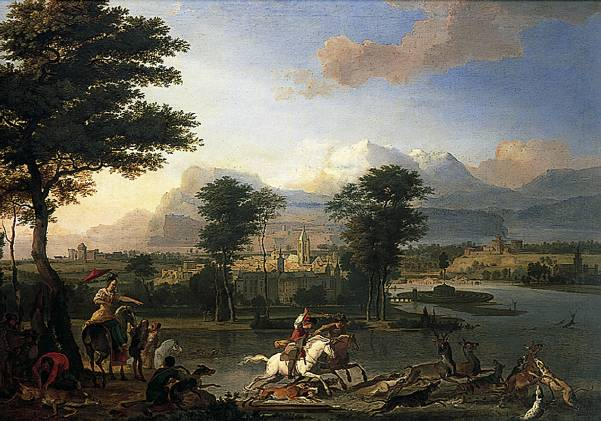
The Stag Hunt, (ca. 1675), Abraham Hondius (1631-1691)
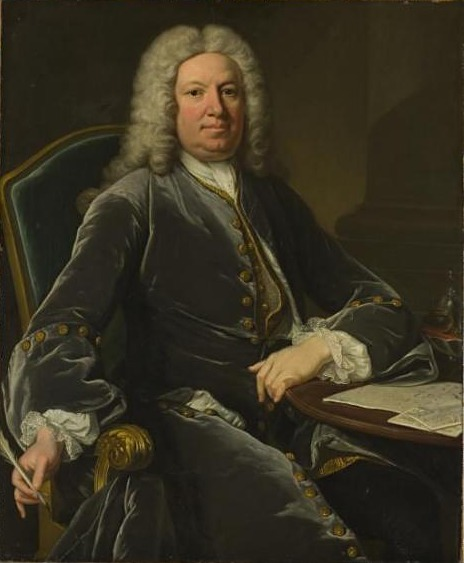
Portrait of Robert Walpole (1676-1745), Jean-Baptiste van Loo (1684-1745)

## Más lecturas
- Heslop, T. A. (1994), Norwich Castle Keep: Romanesque Architecture and Social Context, Norwich: Centre for East Anglian Studies, ISBN 978-0-906219-38-6.
- Shepherd Popescu, Elizabeth (1997), «Recent Excavations at Norwich Castle»,  en Guy De Boe and Frans Verhaeghe, ed., Military Studies in Medieval Europe – Papers of the 'Medieval Europe Brugge 1997' Conference 11: 187–191, archivado desde el original el 17 de diciembre de 2011, consultado el 15 de mayo de 2015.
- Shepherd, Elizabeth (2000), «Norwich Castle», Current Archaeology 170: 52-59.